# Миранда, Сальвадор
Сальвадор Миранда (исп. Salvador Miranda; 18 октября 1939, Гавана — 1 июня 2024, Майами-Бич, Флорида) — американский библиограф, библиотекарь и историк церкви.

## Биография
Сальвадор Миранда родился 18 октября 1939 года в Гаване, на Кубе. В 1958 году он окончил иезуитскую коллегию Колена в Гаване, после чего посещал юридическую школу в Гаванском университете. После кубинской революции в 1963 году он переехал в Пуэрто-Рико, чтобы изучать гуманитарные науки в университете Пуэрто-Рико. Будучи молодым кубинским изгнанником, он был членом кубинско-американских экспедиционных сил в неудавшемся вторжении в заливе Свиней. Затем он вернулся в школу с дипломом бакалавра истории и философии Бискейнского колледжа, магистром новейшей истории Европы в 1974 году Университета Вилланова и магистр наук в 1976 году в Университете штата Флорида. После окончания обучения в штате Флорида он принял должность библиографа по Латинской Америки и Карибскому бассейну в Университете библиотек Флориды в Гейнсвилле. В 1986 году он занял должность помощника директора по управлению коллекциями во Флоридском международном университете в Майами. 30 июня 2001 года он вышел на пенсию.
Его 319-страничная магистерская диссертация по истории называлась «Священная Коллегия кардиналов в XX веке (1903-1973): развитие, документы и биографии», которую он расширил, включив в неё более ранних кардиналов, а затем оцифровав, сделал её доступным интернет-ресурсом. В знак признательности его исследований, епископ Сиприано Кальдерон Поло, директор-основатель испанского издания ватиканской газеты L’Osservatore Romano и вице-президент Папской комиссии по делам Латинской Америки, с которым он переписывался на протяжении многих лет по истории епископата, пригласил его присутствовать на первой континентальной встрече епископов из Латинской Америки в 1999 году.
Его исследования и компетентность использовались в качестве ресурса в различных изданиях, в том числе в The New York Times, The Cleveland Plain Dealer, Religion News Service, La Stampa, и The Wall Street Journal.

## Личная жизнь
28 июня 2023 года профессор Миранда разместил на главной странице своего сайта «The Cardinals of the Holy Roman Church» сообщение о том, что он был госпитализирован из-за проблем с сердцем. После этой записи сайт больше не обновлялся.
Умер 1 июня 2024 года в возрасте 84 лет.